# Weingarten (Friburgo)
Weingarten (pronunciación en alemán: /ˈvaɪ̯nˌɡaʁtn̩/ⓘ) es un barrio en el oeste de Friburgo de Brisgovia en Baden-Wurtemberg, Alemania. Limita al norte con Betzenhausen al otro lado del río Dreisam, al sur con Haid, al este con Haslach y al oeste con Rieselfeld. Es el barrio más densamente poblado de Friburgo.

## Enlaces
- Wikimedia Commons alberga una categoría multimedia sobre Weingarten.
- Páginas Badenses: Vistas de Weingarten